# Natació sincronitzada als Jocs Olímpics d'estiu de 2012 – Equips
Les prova per equips femení de Natació sincronitzada dels Jocs Olímpics d'Estiu de 2012 es va disputar entre el 9 i el 10 d'agost al London Aquatics Centre.
La final consisteix en una rutina tècnica i una rutina lliure, la suma de les quals decideix el vencedor final.

## Horaris
Tots els horaris són segons l'horari britànic (UTC+1)
| Data                          | Hora  | Ronda                |
| ----------------------------- | ----- | -------------------- |
| Dijous, 9 d'agost de 2012     | 15:00 | Final Rutina tècnica |
| Divendres, 10 d'agost de 2012 | 15:00 | Final Rutina lliure  |

## Medallistes
| Or | Plata | Bronze |
| Rússia · Anastassia Davídova · Mariya Gromova · Natalia Ishchenko · Elvira Khasyanova · Daria Korobova · Alexandra Patskevich · Svetlana Romàixina · Anzhelika Timanina · Alla Shishkina | R.P. de la Xina · Chang Si · Chen Xiaojun · Huang Xuechen · Jiang Tingting · Jiang Wenwen · Liu Ou · Luo Xi · Wu Yiwen · Sun Wenyan | Espanya · Clara Basiana · Alba Cabello · Ona Carbonell · Margalida Crespí · Andrea Fuentes · Thais Henriquez · Paula Klamburg · Irene Montrucchio · Laia Pons |

## Resultats
| Posició | País            | Nedadores | Tècnica | Lliure | Total   |
| ------- | --------------- | --- | ------- | ------ | ------- |
| Or      | Rússia          | Anastassia Davídova, Mariya Gromova, Natalia Ishchenko, Elvira Khasyanova, Daria Korobova, Alexandra Patskevich, Svetlana Romàixina, Anzhelika Timanina, Alla Shishkina | 98.100  | 98.930 | 197.030 |
| Argent  | R.P. de la Xina | Chang Si, Chen Xiaojun, Huang Xuechen, Jiang Tingting, Jiang Wenwen, Liu Ou, Luo Xi, Wu Yiwen, Sun Wenyan                                                               | 97.000  | 97.010 | 194.010 |
| Bronze  | Espanya         | Clara Basiana, Alba Cabello, Ona Carbonell, Margalida Crespí, Andrea Fuentes, Thais Henriquez, Paula Klamburg, Irene Montrucchio, Laia Pons                             | 96.200  | 96.920 | 193.120 |
| 4       | Canadà          | Marie-Pier Boudreau Gagnon, Stephanie Durocher, Jo-Annie Fortin, Chloe Isaac, Stephanie Leclair, Tracy Little, Elise Marcotte, Valerie Welsh, Karine Thomas             | 94.400  | 95.230 | 189.630 |
| 5       | Japó            | Yumi Adache, Aika Hakoyama, Yukiko Inui, Mayo Itoyama, Chisa Kobayashi, Risako Mitsui, Mariko Sakai, Kurumi Yoshida, Mai Nakamura                                       | 93.800  | 93.830 | 187.630 |
| 6       | Regne Unit      | Katie Clark, Katie Dawkins, Olivia Allison, Jennifer Knobbs, Victoria Lucass, Asha Randall, Jenna Randall, Katie Skelton, Yvette Baker                                  | 87.300  | 88.140 | 175.440 |
| 7       | Egipte          | Reem Abdalazem, Shaza Abdelrahman, Nour El Afandi, Dalia El-Gebaly, Samar Hassounah, Youmna Khallaf, Mai Mohamed, Mariam Omar, Aya Darwish                              | 77.600  | 78.360 | 155.960 |
| 8       | Austràlia       | Eloise Amberger, Jenny-Lyn Anderson, Sarah Bombell, Olia Burtaev, Tamika Domrow, Bianca Hammett, Tarren Otte, Samantha Reid, Frankie Owen                               | 77.500  | 77.430 | 154.930 |